# EB Games
EB Games er verdens største forhandler af spil til blandt andet PlayStation, PC, Xbox og Nintendo [kilde mangler].
Der er i alt 4.800 butikker fordelt over Australien, Guam, Danmark, Canada, England, Finland, Irland, Italien, Norge, New Zealand, Puerto Rico, Portugal, Sverige, Spanien, Schweiz, USA, Østrig og Tyskland

## Ekstern henvisning
- Officiel Hjemmeside Arkiveret 9. april 2009 hos  Wayback Machine